# 8

「八」の筆順

8（八、捌、はち、は、ぱ、やっつ、や）は、自然数または整数において、7の次で9の前の数である。
英語では、基数詞でeight（エイト）、序数詞ではeighth。
ラテン語ではocto（オクトー）。

## 性質
- 8 は合成数であり、正の約数は 1, 2, 4, 8 である。
  - 半素数でない合成数のうち最小の合成数である。
  - 約数の和は15。
    - 約数の和が奇数になる4番目の数である。1つ前は4、次は9。

  - σ(8) = 15 < 8 × 2 。このため不足数であり、σ(8) = 2 × 8 − 1 より概完全数である。(ただしσは約数関数)
- 6番目のフィボナッチ数である。1つ前は5、次は13。
  - 合成数のフィボナッチ数の中では最小の数である。
  - 立方数のフィボナッチ数は8のほかには1しかないといわれている。
- テトラナッチ数の5番目の要素。1つ前は4、次は15。
- 3乗した数の各桁の数の和が元の数になる数である。つまり、83 = 512 → 5 + 1 + 2 = 8。
  - このような数は6個あり、1, 8, 17, 18, 26, 27。(オンライン整数列大辞典の数列 A061209)
- 8 = 23
  - 2番目の立方数である。1つ前は1、次は27。
    - 3番目の2の累乗数である。1つ前は4、次は16。

  - n = 2 のときの nn+1 の値とみたとき1つ前は1、次は81。
  - 平方数より1小さい唯一の立方数である。また累乗数より1小さい唯一の累乗数である。(→カタラン予想)
  - 素数 p = 3 のときの 2p の値とみたとき1つ前は4、次は32。(オンライン整数列大辞典の数列 A034785)
  - 8 = 2 × 22
    - n = 2 のときの n × 2n の値とみたとき1つ前は2、次は24。(オンライン整数列大辞典の数列 A036289)

  - 8 = 1 × 2 × 4
    - 4 の約数の積で表せる数である。1つ前は3、次は5。(オンライン整数列大辞典の数列 A007955)
    - 初項 1、公比 2 の等比数列における第3項までの総乗である。1つ前は2、次は64。(オンライン整数列大辞典の数列 A006125)
      - この値は n = 3 のときの 2n(n−1)/2 の値である。

  - 素数 p において p1p2 の値とみたとき最小である。次は243。(オンライン整数列大辞典の数列 A053089)
- 2番目の八角数である。1つ前は1、次は21。
- 1/8 = 0.125
  - 逆数が有限小数になる4番目の数である。1つ前は5、次は10。(オンライン整数列大辞典の数列 A003592)
  - 1/2n は、小数点以下 n 桁の有限小数になる。
    - 六進法では 0.043 (十進換算で 27/216) 、十八進法では 0.249  (十進換算で 729/5832) となる。

  - 十二進法と二十進法は、桁の底が奇数の4倍なので、1/8 は小数点以下2桁の有限小数となる。十二進法では 0.16 (十進換算で 18/144)、二十進法では 0.2A (十進換算で 50/400) となる。
  - 素因数が2と3のN進法では、逆数が有限小数になる5番目の数である。1つ前は6、次は9。(オンライン整数列大辞典の数列 A003586)
- (8, 9) の組は2番目のルース＝アーロン・ペアである。1つ前は(5, 6)、次は(15, 16)。
- 4番目の高度トーシェント数である。1つ前は4、次は12。
- 正八面体は3番目の正多面体である。1つ前は正六面体、次は正十二面体である。
- 8つの立体を持つ多胞体は八胞体と呼ばれる。正八胞体は正五胞体の次に立体の数が少ない正多胞体である。
  - 正 n 面体と(四次元での)正 n 胞体の両方が存在する n は8のみである。
- 三角数の8倍は平方数より1小さい数である。 8 × n(n + 1)/2 = 4n2 + 4n = (2n + 1)2 − 1であるため。（n は自然数）
  - 例：10 × 8 = 80 = 92 − 1、210 × 8 = 1680 = 412 − 1
- 8 を含むピタゴラス数は 62 + 82 = 102 、82 + 152 = 172 である。
- 8 = 3 + 5
  - 双子素数の和で表せる最小の数である。次は12。(オンライン整数列大辞典の数列 A54735)
  - 一般の双子素数の和は3の倍数になるが、これは唯一当てはまらない。
- 九九では1の段で 1 × 8 = 8（いんはちがはち）、2の段で 2 × 4 = 8（にしがはち）、4の段で 4 × 2 = 8（しにがはち）、8の段で 8 × 1 = 8（はちいちがはち）と4通りの表し方がある。
  - 4番目の二重階乗数である(4!!)。1つ前は3、次は15。
- 8! = 40320
  - 8! − 1 = 40319 = 23 × 1753
  - 8! + 1 = 40321 = 61 × 661
    - 共に合成数である。
- 楔数の約数の個数は全部で8個である。
- コンピューターにおいて、8ビットは一般に1バイトのことを指す。
- 各位の和が8になるハーシャッド数は100までに2個、1000までに7個、10000までに25個ある。
- 異なる平方数の和で表せない31個の数の中で5番目の数である。1つ前は7、次は11。
- 約数の和が8になる数は1個ある。(7) 約数の和1個で表せる6番目の数である。1つ前は7、次は13。
- 8番目のハーシャッド数である。1つ前は7、次は9。
  - 8を基とする最小のハーシャッド数である。次は80。
- 各位の和(数字和)が8になる最小の数である。次は17。
- 各位の平方和が64になる最小の数である。次は80。(オンライン整数列大辞典の数列 A003132)
  - 各位の平方和が n になる最小の数である。1つ前の63は1156、次の65は18。(オンライン整数列大辞典の数列 A055016)
- 各位の立方和が512になる最小の数である。次は80。(オンライン整数列大辞典の数列 A055012)
  - 各位の立方和が n になる最小の数である。1つ前の511は22357、次の513は18。(オンライン整数列大辞典の数列 A165370)
- 各位の積が8になる最小の数である。次は18。(オンライン整数列大辞典の数列 A199989)
- 1～3までの約数の和である。1つ前は4、次は15。
- 連続してある数に対して約数の和を求めていった場合4個の数が8になる。8より小さい数で4個ある数はない。1つ前は7(3個)、次は15(5個)。いいかえると {\displaystyle \sigma ^{m}(n)=8~(m\geqq 1)} を満たす n が4個あるということである。(ただし σ は約数関数)(オンライン整数列大辞典の数列 A241954)
- {\displaystyle 8={\frac {1\times 2\times 3\times 4\times 5}{1+2+3+4+5}}} この形の1つ前は1、次は180。(オンライン整数列大辞典の数列 A108552)
- 球を異なる3つのその球の大円で分割するとき8つに分割できる。1つ前は4、次は14。(オンライン整数列大辞典の数列 A014206)
  - この数は n = 3 のときの n2 − n + 2 の値である。
- 3番目のケーキ数である。1つ前は4、次は15。(オンライン整数列大辞典の数列 A000125)
- 2つの奇数の平方数の差は8の倍数になる。
  - 例. 32 − 12 = 8、52 − 32 = 16、92 − 52 = 56。
  - 奇素数(2以外の素数)の平方数どうしの差もこれに準ずる。
- 以下のような無限多重根号の式で表せる。
{\displaystyle 8={\sqrt {56+{\sqrt {56+{\sqrt {56+{\sqrt {56+\cdots }}}}}}}}} , {\displaystyle 8={\sqrt {72-{\sqrt {72-{\sqrt {72-{\sqrt {72-\cdots }}}}}}}}}

## その他 8 に関すること
- 8は西洋では不吉な数字とされており、八本の足を持つタコなどは「悪魔の化身」等と呼ばれる。
- 8は、核物理学において、2, 20, 28, 50, 82, 126 と共に、原子核中の陽子、もしくは、中性子の数がこれらの数である場合、その原子核は安定しやすくなる、魔法数の1つとして知られている。
- 地球上で、質量数8の原子核に安定核種は存在しない。他、質量数5, 147, 151、そして 209 以上の全てに地球上での安定核種が存在しない。

### 言語・文字
- 8の接頭辞：octo, oct（拉、希）。
  - オクターブ、オクタゴン（八角形）、octopus（タコ（章魚））、October（10月）など。
  - 八人組や八重奏をオクテット (octet) という。
  - 8倍、8重をオクタプル (octuple) という。
- 漢字で「八」と書くと下の方が広がる事から「末広がり」を意味し、日本では幸運とされる。
- 古代の日本においては、8 は聖数とされ、また、漠然と数が大きいことを示すのにも使われた（例：八島、八雲、八咫鏡、八重桜）。同様に、八を用いた八十（やそ）、百八十（ももやそ）、八百万（やおよろず）等も「数が大きい」という意味で用いられる。
- 広東語などでは、"8"の発音が"発財"（金持ちになる）の"発"に通ずるところから幸運とされる。中国における「八」人気は現在でも続いており、例えば北京オリンピックの開会式は2008年8月8日夜の8時8分8秒から開式された。
- 慣用表現では、「八方塞がり」「八方美人」「八紘（＝世界）」のように、「全ての側面」という意味で八（8）が用いられることがある。他に、同じ意味合いを持つ表現として三十六（36）がある。

### 八角形
- 日本では、八方を表す物として、八角形の寺院（八角堂）が見られる。八角堂は、天から見ると八角形、地から見ると八角錐を成している。
- 東京都中央区にある住吉神社には八角形の神輿（八角神輿）が奉られている。
- 中華料理では八角形の香辛料、八角（トウシキミの果実を乾燥させた物）が多用される。
- 和名トクビレという魚の通称名「八角」

### 8の字
- ミツバチがアラビア数字の「8」の通りに飛行活動する行為を「パルス」という。
- 8の字結びは、アラビア数字の「8」の形からその名前がついた結び目。
- 8の字は、静岡市で販売されている土産菓子。

### 第8のもの
- 原子番号 8 の元素は、酸素 (O)。
- 太陽系第8惑星は、海王星。
- 第8代天皇は、孝元天皇。
- 第8代内閣総理大臣は、山縣有朋。
- 大相撲第8代横綱は、不知火諾右衛門。
- 第8代ローマ教皇はテレスフォルス（在位：125年?～136年?）である。
- 第8代アメリカ合衆国大統領は、マーティン・ビューレン。
- タロットの大アルカナでVIIIは力（マルセイユ版など伝統的なデッキでは正義）。
- 易占の六十四卦で第8番目の卦は、水地比。
- クルアーンにおける第8番目のスーラは戦利品である。

### スポーツ
- ボートで1艇あたりの参加人数が最も多い種目はエイトと呼ばれ、8人の漕手と1人の舵手が乗る。
- 野球に関する8
  - 守備番号8番中堅手。
  - 広島東洋カープでは、背番号8番は山本浩二の永久欠番である。ヤクルトスワローズでも一時、大杉勝男の永久欠番となったが、1985年に入団した広沢克己に禅譲。
  - 8番打者は、守備の負担が大きい捕手が務めることが多い。草野球では攻守共に劣る者が務めることが多く、守備では右翼手を務めることが多いため、「ライパチ」が下手な選手の代名詞となっている[1]。
  - 後攻チームが9回表終了時点でリードしている場合、この時点で試合終了となる。この場合、後攻チームの攻撃回数は8回となる。
- ナンバーエイト (NO.8) は、ラグビーのポジション。
- 名古屋グランパスエイトは、日本プロサッカーリーグ1部に所属するクラブ。
- エイトボール：ポケットビリヤード競技の一つ。的球15個を使い、8番以外をソリッドボール（1～7番）とストライプボール（9～15番）の組に分け、自分の組のボール7つを落とし切った後、最終的に8番を先に落とした人が勝ちとなるゲーム。
- オートレースは通常8車でレースが行われる。
- 各種スポーツの競技会においては8位までが入賞とされることが多い。

### ゲーム
- 将棋の変則ルールとして八方桂がある。
- 花札を用いて行われるゲームの1つおいちょかぶでは、8を「オイチョ」と呼ぶ。これはスペイン語の 8 (ocho) が訛ったものである。
- 花札を用いて行われるゲームの1つ。八。
- 8番出口　異変の有無を判断し、道を決め、歩いていくコンピューターゲーム
- 8番のりば 8番出口の続編

### その他
- マツダ・RX-8。通称「エイト」。
- ナンバープレート
  - 日本において8という数字は自動車のナンバープレートでも人気があり、希望番号制で、「・・・8」は抽選対象番号である[注 1]。
  - 特種用途自動車を8ナンバー車とも言う（ナンバープレートの分類番号の上1桁より）。
- JIS X 0401、ISO 3166-2:JPの都道府県コードの「08」は茨城県。
- 伊号第八潜水艦（伊8）は日本の潜水艦。
- 名古屋市の紋章は、漢字の八を丸で囲んだものである。
  - 八を丸で囲んだ紋章は、尾張徳川家が八を丸で囲んだ字を印鑑として使ったことに由来する。
- 法華経は全部で8巻ある。
- オクターブ (octave)：全音階（七音）においては第八の、半音階（十二音）においては第十三の音。厳密には、全音階を「セプターブ」（septave, 七音）と称すべきだが、全音階の第八音が、第一音の2周目に入るために、この称がある。
- ノアの方舟に乗った人間は8人であった。このため聖書において8は「救い」を象徴する数として知られている。
- 8ミリ（映画）、8ミリビデオ、8トラック。
- 『水戸黄門』の登場人物「うっかり八兵衛」の愛称。
- エイト・クイーン問題：チェスの競技に使われる盤と駒（クイーン）を使ったパズル。
- 八王の乱：西晋の滅亡のきっかけをつくった皇族の権力争い。
- 八海めぐり - 忍野八海
- 永字八法：書をするときに必要な筆の運びなどは、「永」という字に揃っているということを指す。
- プレミアム8は、NHK BSハイビジョンの番組枠。
- ニコニコ動画などで使用されるインターネットスラング。拍手の音「パチパチ」の代わりに「8888」などのように使用される。
- マイクロソフトのオペレーティングシステム、Microsoft Windows 8。
- JR東日本E8系。山形新幹線用に開発されたミニ新幹線車両であり、山形新幹線としては400系以来の新車である。2023年営業運転開始予定。

## 8が付く地名
- 北海道二海郡八雲町
- 青森県八戸市
- 秋田県山本郡八峰町
- 埼玉県八潮市
- 東京都中央区八重洲
- 東京都八王子市
- 千葉県八千代市
- 千葉県八街市
- 滋賀県近江八幡市
- 滋賀県八日市市（現東近江市）
- 大阪府八尾市
- 島根県松江市八雲町
- 島根県松江市八束町
- 愛媛県八幡浜市
- 福岡県八女市 - なお、この周辺で栽培される茶は八女茶として日本では比較的知られている。
- 熊本県八代市

## テレビのチャンネル番号
- 大半のフジテレビ系列局（FNN・FNS）の地上デジタルリモコンキーID。

キー局のフジテレビと準キー局の関西テレビ、更には系列局の沖縄テレビのアナログ親局が3局揃って8chであったことに起因する。
東海テレビ（1）・サガテレビ（3）、およびクロスネット局であるテレビ大分（4）・テレビ宮崎（3）は異なる。
フジテレビ系以外では、ぎふチャン（独立局）が使用している（ぎふチャンエリア内のフジテレビ系列局・東海テレビのIDがアナログ親局1chからの「1」になり「8」が空いた）。
- BSフジのBSデジタルリモコンキーID。
- FNN・FNS系列の上記3局のアナログ親局及び宮城県白石地域の仙台放送、福島県いわき地域の福島テレビ、岐阜県高山・三重県尾鷲地域の東海テレビ、熊本県小国町のテレビくまもと、鹿児島県奄美大島地域の鹿児島テレビのアナログ中継局のチャンネル。
- NHK山形、NHK新潟、NHK宮崎総合テレビ、NHK盛岡、NHK浜松教育テレビ、NNN・NNS系列の高知放送のアナログ親局のチャンネル。
- JNN系列の岐阜県中津川・郡上地域のCBCテレビと福岡県北九州地域のRKB毎日放送のアナログ中継局のチャンネル。

## 8に関する作品
- 8マン：平井和正原作、桑田二郎作画による漫画。それを原作にTBS系にて『エイトマン』のタイトルで放映されたアニメ。後に特撮版も製作された。
- 8 (漫画)：上條淳士の漫画。
- 八つ墓村：横溝正史の推理小説、及びそれを原作とした映画やテレビドラマ。「八つ墓」とは尼子氏の落武者の人数を指している。
- 南総里見八犬伝：曲亭馬琴の伝奇小説。
- 神八剣伝：『南総里見八犬伝』をモチーフにしたアニメ。
- 8 (THE YELLOW MONKEYのアルバム)：日本のロックバンドの THE YELLOW MONKEY のアルバム。
- 8 (かりゆし58のアルバム)： かりゆし58のアルバム。
- ともだち8にん：NHKの幼児向け番組『おかあさんといっしょ』内のショートアニメ。

## 8個1組の概念
- 八方：北・南・東・西・北東・南東・北西・南西。四方に四隅を加えた8方位の総称。
- 八卦：乾・兌・離・震・巽・坎・艮・坤。それぞれ方位や吉凶を表すのに用いる。
- 八音：金・石・糸・竹・匏・土・革・木。原材料8種類の楽器の総称。
- 八景：景勝地の八種の景観。中国、宋代の瀟湘周辺を描いた八枚の絵画が発端といわれる。
- 八旗：正黄・鑲黄・正白・鑲白・正紅・鑲紅・正藍・鑲藍。清王朝における8つの旗。
- 八正道：正見・正思惟・正語・正業・正命・正精進・正念・正定。佛教において、悟りに至るための8種類の方法。
- 八徳：仁・義・礼・智・信・忠・孝・悌
- 八虐：謀反・謀大逆・謀叛・悪逆・不道・大不敬・不孝・不義
- 八門遁甲：開門、休門、生門、傷門、杜門、景門、死門、驚門
- 将棋の駒：王将、飛車、角行、金将、銀将、桂馬、香車、歩兵
- 八大競走：日本の競馬において最も格式のある代表的なGI競走。桜花賞、皐月賞、天皇賞（春）、オークス、日本ダービー、菊花賞、天皇賞（秋）、有馬記念。
- 福祉八法：高齢者の医療の確保に関する法律、児童福祉法、母子及び父子並びに寡婦福祉法、身体障害者福祉法、知的障害者福祉法、老人福祉法、社会福祉法、独立行政法人福祉医療機構法（旧・社会福祉・医療事業いうっじゅ団法*
- 惑星：水星、金星、地球、火星、木星、土星、天王星、海王星（2006年の国際天文学連合総会での議論）
- 永字八法：書に必要な技法8種。漢字の「永」は、これらが全て含まれているという。
- 朝鮮八道：朝鮮のかつての地域区分。咸鏡道、平安道、黄海道、京畿道、江原道、忠清道、全羅道、慶尚道。

## 符号位置
| 記号 | Unicode | JIS X 0213 | 文字参照            | 名称                                            |
| ---- | ------- | ---------- | ------------------- | ----------------------------------------------- |
| 8    | U+0038  | 1-3-23     | &#x38; &#56;        | DIGIT EIGHT                                     |
| ８   | U+FF18  | 1-3-23     | &#xFF18; &#65304;   | FULLWIDTH DIGIT EIGHT                           |
| ⁸    | U+2078  | -          | &#x2078; &#8312;    | SUPERSCRIPT EIGHT                               |
| ₈    | U+2088  | -          | &#x2088; &#8328;    | SUBSCRIPT EIGHT                                 |
| ৻    | U+09FB  | -          | &#x9FB; &#2555;     | BENGALI CURRENCY NUMERATOR EIGHT                |
| ༱    | U+0F31  | -          | &#xF31; &#3889;     | TIBETAN DIGIT HALF EIGHT                        |
| ፰    | U+1370  | -          | &#x1370; &#4976;    | ETHIOPIC DIGIT EIGHT                            |
| ᧘    | U+19D8  | -          | &#x19D8; &#6616;    | NEW TAI LUE THAM DIGIT EIGHT                    |
| Ⅷ    | U+2167  | 1-13-28    | &#x2167; &#8551;    | ROMAN NUMERAL EIGHT                             |
| ⅷ    | U+2177  | 1-12-28    | &#x2177; &#8567;    | SMALL ROMAN NUMERAL EIGHT                       |
| ⑧    | U+2467  | 1-13-8     | &#x2467; &#9319;    | CIRCLED DIGIT EIGHT                             |
| ⑻    | U+247B  | -          | &#x247B; &#9339;    | PARENTHESIZED DIGIT EIGHT                       |
| ⒏    | U+248F  | -          | &#x248F; &#9359;    | DIGIT EIGHT FULL STOP                           |
| ⓼    | U+24FC  | 1-6-63     | &#x24FC; &#9468;    | DOUBLE CIRCLED DIGIT EIGHT                      |
| ❽    | U+277D  | 1-12-9     | &#x277D; &#10109;   | DINGBAT NEGATIVE CIRCLED DIGIT EIGHT            |
| ➇    | U+2787  | -          | &#x2787; &#10119;   | DINGBAT CIRCLED SANS-SERIF DIGIT EIGHT          |
| ➑    | U+2791  | -          | &#x2791; &#10129;   | DINGBAT NEGATIVE CIRCLED SANS-SERIF DIGIT EIGHT |
| ㆙   | U+3199  | -          | &#x3199; &#12697;   | IDEOGRAPHIC ANNOTATION EIGHT MARK               |
| ㈧   | U+3227  | -          | &#x3227; &#12839;   | PARENTHESIZED IDEOGRAPH EIGHT                   |
| ㊇   | U+3287  | -          | &#x3287; &#12935;   | CIRCLED IDEOGRAPH EIGHT                         |
| 八   | U+516B  | 1-40-12    | &#x516B; &#20843;   | CJK Ideograph, number eight                     |
| 捌   | U+634C  | 2-27-11    | &#x634C; &#25420;   | CJK Ideograph, number eight                     |
| 𐄎    | U+1010E | -          | &#x1010E; &#65806;  | AEGEAN NUMBER EIGHT                             |
| 𐡟    | U+1085F | -          | &#x1085F; &#67679;  | IMPERIAL ARAMAIC NUMBER EIGHT                   |
| 𐤝    | U+1091D | -          | &#x1091D; &#67869;  | PHOENICIAN NUMBER EIGHT                         |
| 𐩇    | U+10A47 | -          | &#x10A47; &#68167;  | KHAROSHTHI DIGIT EIGHT                          |
| 𐪄    | U+10A84 | -          | &#x10A84; &#68228;  | OLD SOUTH ARABIAN NUMBER EIGHT                  |
| 𐭠    | U+10B60 | -          | &#x10B60; &#68448;  | INSCRIPTIONAL PARTHIAN NUMBER EIGHT             |
| 𐹧    | U+10E67 | -          | &#x10E67; &#69223;  | RUMI DIGIT EIGHT                                |
| 𝍧    | U+1D367 | -          | &#x1D367; &#119655; | COUNTING ROD UNIT DIGIT EIGHT                   |
| 🄉    | U+1F109 | -          | &#x1F109; &#127241; | DIGIT EIGHT COMMA                               |
| 𝟠    | U+1D7E0 | -          | &#x1D7E0; &#120800; | MATHEMATICAL DOUBLE-STRUCK DIGIT EIGHT          |
| 𝟾    | U+1D7FE | -          | &#x1D7FE; &#120830; | MATHEMATICAL MONOSPACE DIGIT EIGHT              |
| 𝟖    | U+1D7D6 | -          | &#x1D7D6; &#120790; | MATHEMATICAL BOLD DIGIT EIGHT                   |
| 𝟪    | U+1D7EA | -          | &#x1D7EA; &#120810; | MATHEMATICAL SANS-SERIF DIGIT EIGHT             |
| 𝟴    | U+1D7F4 | -          | &#x1D7F4; &#120820; | MATHEMATICAL SANS-SERIF BOLD DIGIT EIGHT        |

## 他の表現法
| モールス符号 |
| －－－・・   |

|        |          | ⠓    |
| 信号旗 | 手旗信号 | 点字 |